# El libro negro de la justicia chilena
El libro negro de la justicia chilena es un libro de la periodista chilena Alejandra Matus, publicado en 1999, que aborda la historia y malas prácticas del Poder Judicial de su país.

## Historia
El libro fue confiscado a un día de su lanzamiento, el 14 de abril de 1999, y su autora fue acusada por el ministro de la Corte Suprema, Servando Jordán, del delito de desacato, tipificado en ese entonces en el artículo 6-B de la Ley de Seguridad del Estado. Por ello, Matus decidió exiliarse en Estados Unidos, donde recibió asilo político.
Este caso fue el antecedente para que el artículo del desacato fuese derogado con la Ley de Prensa, firmada el 25 de mayo de 2001, tras lo cual se interpuso un recurso de protección en favor de Alejandra Matus, que le permitió regresar a Chile el 14 de julio, tras dos años de exilio. A pesar de la vigencia de la ley, la prohibición del libro continuó hasta el 19 de octubre de 2001, cuando el ministro de la Corte de Apelaciones de Santiago Rubén Ballesteros —juez instructor del proceso relativo al libro— levantó la restricción de su circulación. Sin embargo, no fue hasta diciembre de 2001 que las copias incautadas del libro fueron devueltas a la editorial para su comercialización.
El libro fue relanzado con una versión corregida y ampliada en octubre de 2016.

## Capítulos
- Palabras preliminares
- El poder degradado
- La era Rosende (referido a Hugo Rosende Subiabre)
- De la Real Audiencia al golpe de estado
- Los ritos del poder
- Docudrama en cinco actos: Justicia y Derechos humanos
- La hora de la reforma